# ВЛ26
Электровоз ВЛ26 — советский маневровый контактно-аккумуляторный электровоз постоянного тока «Владимир Ленин», серия 26.

## История
Контактно-аккумуляторный электровоз проектировался с целью замены маневровых тепловозов при выполнении маневровой работы на электрифицированных станциях. Аккумуляторы позволяли использовать маневровый электровоз и на второстепенных путях, не производя их электрификации. Контактно-аккумуляторный электровоз сильно выигрывал по шуму по сравнению с тепловозами и не загрязнял атмосферу дымом. Особенно важными эти преимущества становились в городской черте.
В 1964 году инженеры Прибалтийской железной дороги разработали эскизный проект контактно-аккумуляторного маневрового электровоза постоянного тока напряжением 3000 В.
В 1966 году были выпущены четыре опытных электровоза новой серии, получившей наименование ВЛ26. Постройку электровозов осуществлял Днепропетровский электровозостроительный завод. В 1967 году завод выпустил ещё шесть локомотивов ВЛ26.
Новые электровозы были направлены на Прибалтийскую, Приднепровскую и Свердловскую железные дороги, а также на пути промышленных предприятий.

## Конструкция

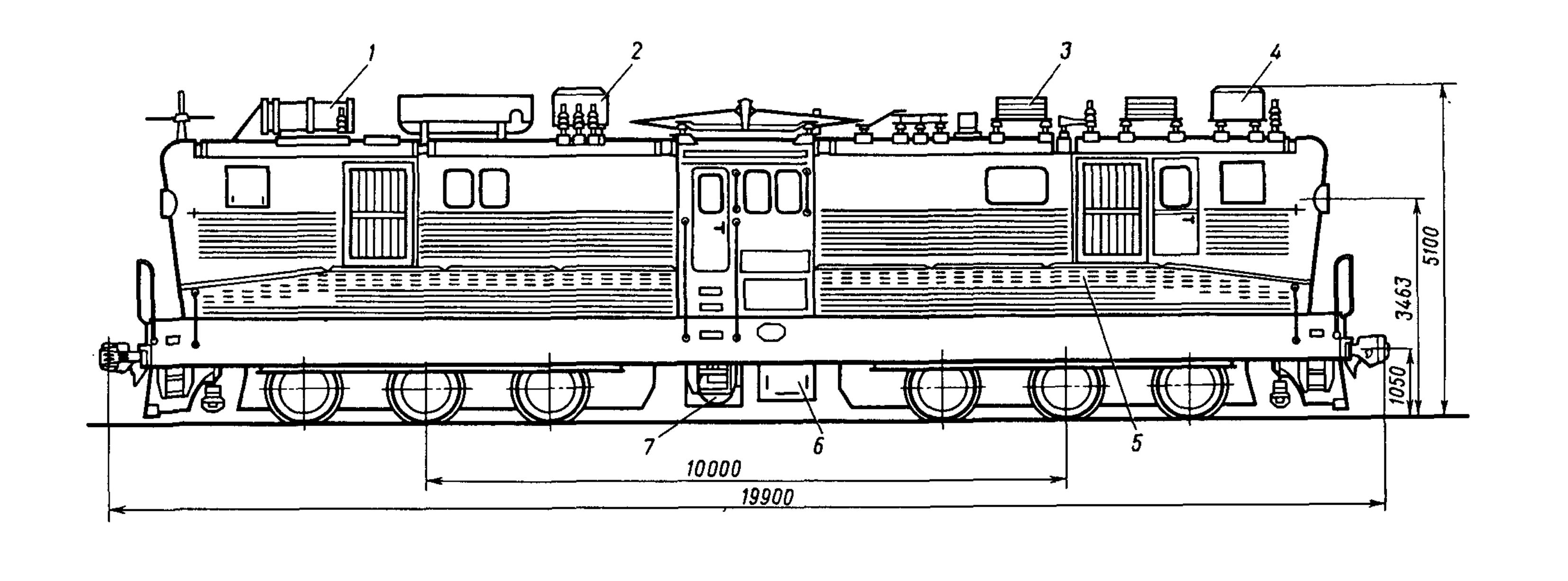
1, 6 — сглаживающие реакторы; 2 — демпферный резистор двигателя компрессора; 4 — демпферный резистор двигателя вентилятора; 5 — камеры тяговой батареи; 7 — двигатель-генератор

Электровоз имеет цельнометаллический кузов, в середине которого находится кабина машиниста. В боковых отсеках нижней части кузова располагаются секции аккумуляторной батареи, которые заряжаются при работе от контактной сети. На электровозе установлены шесть тяговых электродвигателей ДТ-7А, созданных на базе электродвигателей РТ-113 электропоездов серии ЭР22. Возможно последовательное и последовательно-параллельное соединение ТЭД. Последовательно ТЭД включается аккумуляторная батарея. Подключение трёх последовательно соединённых электродвигателей непосредственно к контактному проводу (без аккумуляторной батареи) невозможно, поскольку при этом возникли бы недопустимые напряжения на коллекторах машин. На стоянках электровоза батарея заряжалась через пусковые резисторы, в которых при этом терялось около 2/3 потреблявшейся из контактной сети энергии.

## Результаты испытаний и модернизация
Электровоз № 005 прошёл в 1967 году тягово-энергетические испытания: манёвры, надвиг состава на горку и работа с вывозными поездами. По результатам были выявлены следующие недостатки нового локомотива:
- Малое количество пусковых позиций приводило к большим толчкам при разгоне.
- При работе на аккумуляторах и токе часового режима скорость составляла всего 1,2 км/ч, что намного ниже проектной скорости.
- Из-за большого внутреннего сопротивления батареи напряжение на её выводах при часовом токе падало до 360—400 В. При использовании электровоза для надвига состава на горку приходилось работать на реостатных позициях, что приводило к дополнительным потерям энергии.
- Принятый способ заряда аккумуляторной батареи приводил к её перегреву при работе электровоза с большими токами, а отсутствие контроля за её зарядом — к случаям выхода электровоза на неэлектрифицированные пути с незаряженной батареей или, наоборот, к перезарядке и выкипанию электролита.

Дальнейшее строительство локомотивов этой серии было признано нецелесообразным.
В 1972 году электровоз под номером 002 был переоборудован на заводе-изготовителе и получил обозначение ВЛ26М−002. Для устранения потерь энергии пусковые резисторы в цепях тяговых электродвигателей были заменены на тиристорные широтно-импульсные преобразователи. Электровоз получил оборудование для рекуперативного торможения. Также было повышено напряжение аккумуляторной батареи и заменена сама батарея — на МТ-8 фирмы SAFT (Франция).
Модернизация аккумуляторной батареи была произведена и на ряде других локомотивов данной серии (устанавливалась батарея ТНЖ-400, имевшая 840 элементов). Кроме того для увеличения скорости движения использовалось последовательное соединение четырёх ТЭД.

## Судьба электровозов
Большинство локомотивов серии ВЛ26 было списано из инвентаря МПС в 1980-е годы. Из сохранившихся локомотивов известен только ВЛ26-005, который находится в Музее истории Латвийской железной дороги в Риге.